# Zariá (Yeisk, Krasnodar)
Zariá (del ruso: Заря) es un posiólok del raión de Yeisk del krai de Krasnodar, en Rusia. Está situado en las tierras bajas de Kubán-Azov, en la península de Yeisk, 23 km al sur de Yeisk y 173 km al noroeste de Krasnodar, la capital del krai. Tenía 194 habitantes en 2010.
Pertenece al municipio Trudovoye.